# Maersk E-razred
Maersk E-razred je razred osmih kontejnerskih ladij, vsaka s kapaciteto 14 770 TEU. Ime vsake ladje se začne s črko E. Do leta 2012 so bile največje kontejnerske ladje in so ene izmed največjih ladij sploh z dolžino 397 metrov in širino 56 metrov. Lastnik je danski ladjar Maersk. Ladje so zgradili v ladjedelnici Odense Steel Shipyard Ltd. na Danskem. Maersk je sicer naročil 20 še večjih kontejnerskih ladij razreda Trojni E
E-razred poganja en 109 000 konjski dvotaktni dizel Wärtsilä 14RT-Flex96, ki je direktno vezan na en propeler. Zraven ima še pomožnih motorjev Caterpillar 8M32 s skupno kapaciteto 40 000 KM (30MW). Skupna moč vseh motorjev je 120 MW.
Ladje razreda trojni E bosta za razliko poganjala dva motorja in dva propelerja. Vsak motor bo imel moč 32MW (skupaj 64MW), kar je manj od razreda E. Te ladje plujejo počasneje - t. i. počasna plovba.
| Ime ladje      | Leto izgradnje |
| -------------- | -------------- |
| Emma Mærsk     | 2006           |
| Estelle Mærsk  | 2006           |
| Eleonora Mærsk | 2007           |
| Evelyn Mærsk   | 2007           |
| Ebba Mærsk     | 2007           |
| Elly Mærsk     | 2007           |
| Edith Mærsk    | 2007           |
| Eugen Mærsk    | 2008           |

## Specifikacije
- Tip: Kontejnerska ladja
- Tonaža: 170 974 GT; 55 396 NT;
- Nosilnost: 156 907 ton
- Dolžina: 397 m (1 302 ft)
- Širina: 56 m (184 ft)
- Ugrez: 15,5 m (51 ft)
- Pogon:  80 MW (109 000 Km) Wärtsilä 14RT-Flex96c in  5X Caterpillar 8M32 s skupno močjo 30 MW (40 000 KM)), Skupaj 110MW
- Hitrost: 25,5 vozlov (47.2 km/h; 29.3 mph)
- Kapaciteta: 14 770+ TEU
- Posadka: 13 (prostora za 30)